# 2004 en cyclisme
| Années du cyclisme : 2001 - 2002 - 2003 - 2004 - 2005 - 2006 - 2007    |
| Décennies du cyclisme : 1970 - 1980 - 1990 - 2000 - 2010 - 2020 - 2030 |

Les faits marquants de l'année 2004 en cyclisme.

## Principaux décès
- 14 février : Marco Pantani, cycliste italien. (° 13 janvier 1970).
- 27 juin : Jean Graczyk, cycliste français. (° 26 mai 1933).
- 2 novembre : Gerrie Knetemann, cycliste néerlandais. (° 6 mars 1951).